# Cosmétique biologique
 (mai 2019).
- Si vous ne connaissez pas le sujet, laissez ce bandeau (vous pouvez alors contacter les auteurs).
- Si vous supprimez le contenu mis en cause (vous pouvez préalablement contacter les auteurs),

argumentez précisément cette suppression dans la page de discussion
(un manque de référence n'est pas un argument ; une recherche réelle de référence doit avoir été effectuée, être formellement documentée).
 (mai 2017).
Si vous disposez d'ouvrages ou d'articles de référence ou si vous connaissez des sites web de qualité traitant du thème abordé ici, merci de compléter l'article en donnant les références utiles à sa vérifiabilité et en les liant à la section « Notes et références ».

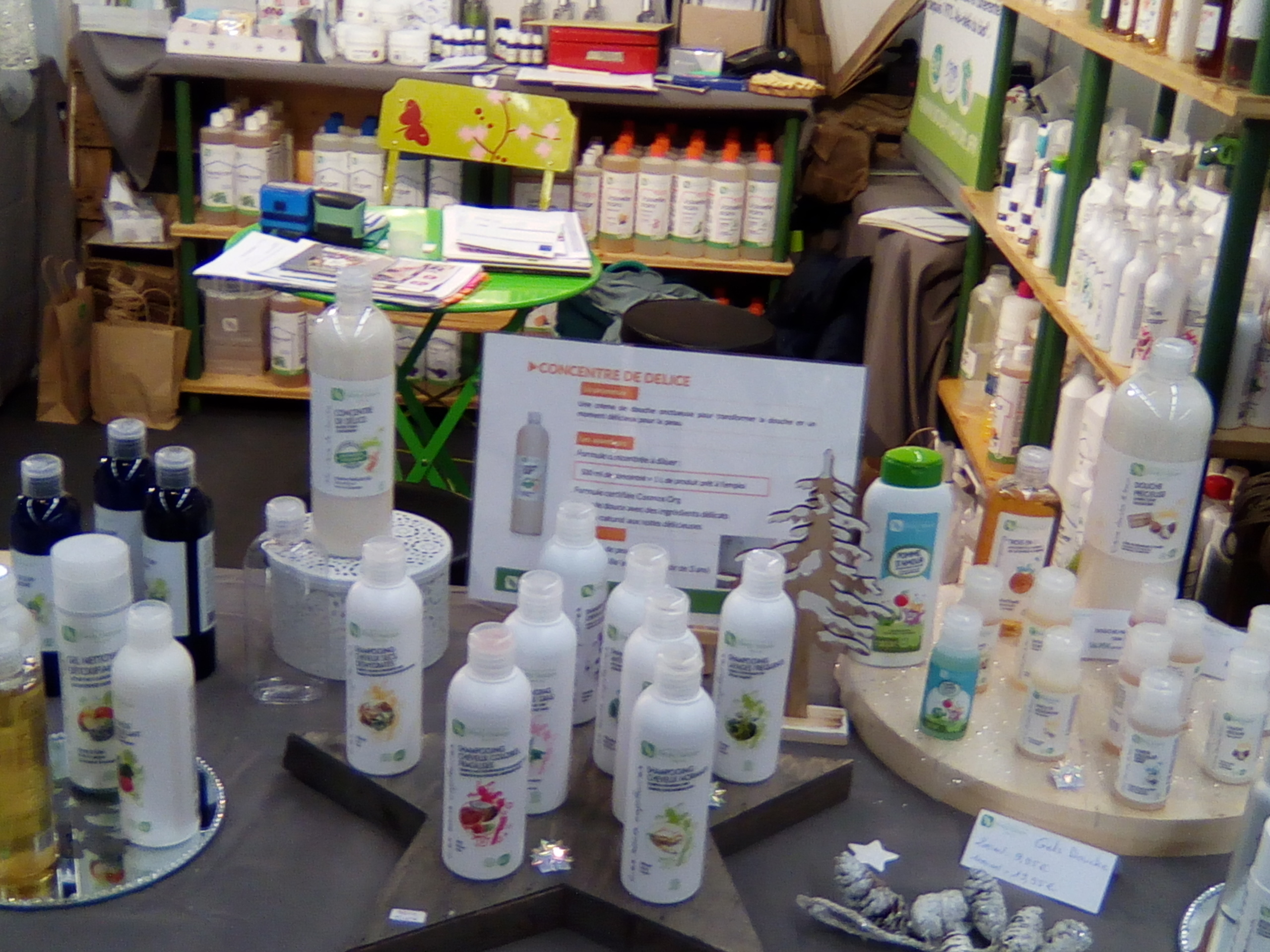
Stand de produits cosmétiques à un salon bio.

Les cosmétiques biologiques ont la même fonction d'hygiène et d'embellissement que les cosmétiques issus de l'industrie chimique cependant leurs règles de fabrication diffèrent par l'utilisation de matières premières naturelles issues de l'agriculture biologique et la proscription des extraits d'origine animale et des produits chimiques de synthèse. De plus, les cosmétiques biologiques ont une définition plus stricte que les cosmétiques naturels.

## Origine
Le produit cosmétique étant destiné, à la base, à être mis en contact avec la peau ou toute autre partie du corps humain, certains utilisateurs (notamment ceux souffrant d'allergie à certains produits chimiques de synthèse) souhaitent avoir la garantie, via les cosmétiques biologiques, de ne pas utiliser des cosmétiques qui pourraient être néfastes pour leur santé. De plus, la prise en compte grandissante des questions environnementales participe à l'essor de ces cosmétiques. Ils sont reconnus comme tels par la présence d'un label. Différents labels existent et ont des cahiers des charges différents.
Dans le langage courant, la cosmétique biologique se distingue ainsi de la cosmétique conventionnelle portée par l'industrie traditionnelle. Il convient également de distinguer[style à revoir] la cosmétique biologique de la cosmétique naturelle : les produits cosmétiques biologiques sont des produits naturels alors qu'un produit cosmétique naturel n'est pas nécessairement biologique.
On[Qui ?] peut désigner de cosmétique biologique :
- un produit de l'industrie ayant un label et des certifications biologiques;
- un cosmétique fait maison suivant une recette incluant des ingrédients biologiques;
- une matière première biologique seule (par exemple l'utilisation d'une huile végétale comme démaquillant)

Les certifications biologiques ont un rôle important, elles permettent de réguler le marché des cosmétiques biologiques. Les labels et les certifications mettent en confiance les consommateurs, qui font de plus en plus attention à la composition des produits qu’ils achètent. Il n’existe pas forcément que des certifications biologiques nationales, en effet, un label de l’union européenne a été créé. Toutes marques voulant être certifiées biologiques devront respecter toutes les exigences qui leur sont soumises.

## Règles de composition
En effet, pour qu'un produit cosmétique soit reconnu « biologique », il doit respecter des règles de fabrication, de composition et de tests répondants aux cahiers des charges d'un label existant actuellement sur le marché. Ces labels ont été mis en place par des groupements ou des associations portant intérêt à la santé des consommateurs[réf. souhaitée].
Ces labels sont :
- AB ;
- AIAB - ICEA ;
- BDIH ;
- Cosmebio ;
- Cosmo ;
- ECOCERT ;
- Ecogarantie ;
- Leaping Bunny ;
- NaTrue ;
- Nature et progrès cosmétique bio écologique ;
- Soil Association ;
- Slow cosmétique ;
- Swisscos ;
- Soil of Association.

Chaque label a un cahier des charges différent et plus ou moins restrictif quant à la composition des produits. Ainsi, BDIH ou Ecocert demandent un pourcentage minimum de composants naturels ou issus de l'agriculture biologique. AIAB-ICEA quant à eux, encouragent à l'utilisation d'ingrédients et composants naturels mais sans donner de minima.
Les certifications ou labels ont tous un point commun : améliorer le niveau d’informations délivrés aux clients sur les produits et leur composition pour rendre leurs achats plus clair et transparent.
En tout état de cause, dans leur majorité, ces labels répondent à trois obligations principales :
- la non-utilisation de produits issus de la pétrochimie ;
- l'utilisation de composants naturels ;
- l'interdiction d'expérimentations animales.

## Les produits cosmétiques biologiques
Les produits cosmétiques biologiques couvrent, comme leur cousin les cosmétiques classiques, la totalité de la gamme : le visage, le corps, les cheveux... Leur efficacité, si elle n'est pas immédiate, est cependant réelle puisqu'ils ont, dans leur composition, une concentration élevée de principes actifs naturels[réf. nécessaire]. De plus, pour ce qui est de leur conservation, là encore, aucun problème car les fabricants essaient d'utiliser le plus possible des flacons à pompes qui évitent le contact avec l'air.
Autrefois cantonnés dans les magasins bio et les pharmacies, ils se sont par la suite répandus dans les grandes surfaces et les sites internet.
La cosmétique biologique privilégie également beaucoup l'utilisation d'ingrédients purs (huiles, beurres, hydrolats etc.) à utiliser en tant que tels sur les cheveux, le visage ou même le corps.
S'ils sont plus chers que les cosmétiques classiques, ils sont considérés par leurs utilisateurs comme étant des produits plus sains et comportant moins de risques que leur cousins.
La législation concernant les dates limites d'utilisation (et DLUOptimale) est aussi stricte que pour les cosmétiques traditionnelles.
- DLU : le produit cosmétique peut être commercialisé jusqu’à un mois avant sa DLU.
- DLUO : le produit cosmétique  peut être commercialisé jusqu’à cette dernière. Cependant des nouveaux types de magasins voient le jour proposant aux clients des produits dont la DLUO est dépassée (légal à condition que le consommateur en soit informé).

## Économie des produits cosmétiques biologiques
En 2005, les produits cosmétiques dits naturels ne représentaient que 1 % du marché, et un chiffre d'affaires de
5,9 millions d'euros en 2007.
En 2008, les cosmétiques biologiques sur le marché français représentaient 250 millions d'euros de chiffres d'affaires soit une hausse de 20 % par rapport à 2007. Les prévisions suggèrent que les cosmétiques bio et naturels représenteront 10 % du marché à l’horizon 2010-2012 et 30 % du marché total des cosmétiques d'ici cinq ans.
En 2013 s'est tenu à Londres le premier salon mondial consacré exclusivement aux produits cosmétiques biologiques. Ce salon s'appelle Organic & natural beauty show.
En 2018, en France, le marché représente 757 millions d'euros avec une progression de 18,7 % par rapport à l'année d'avant. Au niveau mondial, il représente 11 milliards.
En 2020, le marché mondiale des cosmétiques mondial est évalué à  environ 40 milliards de dollars.
Ainsi, ces produits sont en tendance, les consommateurs recherchent des produits naturels, non polluants et à la fois efficaces. Pourtant, il semblerait qu'ils présentent des limites pour certaines personnes qui sont encore réticentes à leur achat (prix, efficacité, manque d'information...).En effet, ils sont entre 10% et 30% plus chers que les cosmétiques non-biologiques.
Les soins du visage biologiques détiennent 20% du chiffres d'affaires du secteur des cosmétiques bio.

### Acteurs du marché français
En 2020, les principaux acteurs du marché français de la cosmétique biologique sont Nuxe ou encore Léa Nature,.
D’autres start-up françaises se sont lancées sur le marché (Joone, Avril, Pulpe de Vie par exemple),.
Ce marché ne cesse de s’agrandir, en effet de nombreux groupes tentent de s'insérer dans le marché biologique. Certaines de ces marques biologiques ont été rachetées par de grands groupes, comme L’Occitane qui a racheté Melvita ou encore L'Oréal qui s’est offert Sanoflore et la Provençale bio.  

### Utilisateurs des cosmétiques biologiques
Les ménages se méfient des produits cosmétiques et se tournent davantage vers les produits naturels et biologiques ("L'industrie des produits d'hygiène corporelle[réf. nécessaire].
Par ailleurs, en 2018, la part des Françaises qui consommaient des produits cosmétiques s'élevait à 58 % alors qu'en 2010, elles s’élevaient à 33 %.